# Laaghalen
Laaghalen (52° 55′ N, 6° 32′ L) é uma cidade dos Países Baixos, na província de Drente. Laaghalen pertence ao município de Midden-Drente, e está situada a 9 km, a sul de Assen.
A área de Laaghalen, que também inclui as partes periféricas da cidade, bem como a zona rural circundante, tem uma população estimada em 90 habitantes.